# Kingston (pueblo)
Kingston es un pueblo ubicado en el condado de Úlster en el estado estadounidense de Nueva York. En el año 2000 tenía una población de 908 habitantes y una densidad poblacional de 45 personas por km².

## Geografía
Kingston se encuentra ubicado en las coordenadas 41°59′28″N 74°3′26″O / 41.99111, -74.05722. Según la Oficina del Censo, la ciudad tiene un área total de 20,2 km² (7,8 mi²), de la cual 20,1 km² (7,8 mi²) es tierra y 0,1 km² (0 mi²) (0.64%) es agua.

## Demografía
Según la Oficina del Censo en 2000 los ingresos medios por hogar en la localidad eran de $42,500, y los ingresos medios por familia eran $48,182. Los hombres tenían unos ingresos medios de $32,391 frente a los $25,956 para las mujeres. La renta per cápita para la localidad era de $18,472. Alrededor del 7.6% de la población estaban por debajo del umbral de pobreza.